# Scream (álbum de Tony Martin)
Scream é o segundo álbum solo do vocalista britânico Tony Martin. O tecladista Geoff Nicholls e o baterista Cozy Powell, dois ex-membros do Black Sabbath, contribuíram para o álbum (Cozy Powell, no entanto, apenas de forma póstuma).
A maioria das partes de guitarra foram gravadas por Joe Harford, o filho do vocalista. Todos os outros instrumentos foram gravados pelo próprio Tony Martin.

A capa do álbum foi desenhada por Rory Fiorito.

## Presença deCozy Powelle faixa "Raising Hell"
Segundo o próprio vocalista a presença de Cozy Powell foi incluida em duas faixas, sendo que uma delas é "Raising Hell". Esta por sua vez, foi composta a partir de uma ideia de Geoff Nicholls, na época dos ensaios para o álbum Tyr. Tony Martin mostrou a música mais uma vez para Cozy quando participava da banda Cozy Powell's Hammer, mas ele achou que o material não se adptava para a banda e aconselhou-o a usá-la num disco solo.
Na época Powell também deu um tape com partes de bateria para Martin, para que ele pudesse compor em cima do material. Anos depois Martin reencontrou a fita e resolveu usar as gravações originais de Powell para compor as ditas faixas de Scream.

## Curiosidades
- A primeira edição de Scream deveria ter sido limitada em apenas 2000 cópias. No entanto esta ideia foi abandonada.[1]
- O álbum foi gravado na residência de Tony Martin em Worcestershire (Reino Unido). Localidade apelidade de "Headless Cross", segundo uma canção do Black Sabbath, do álbum também denominado Headless Cross.

## Faixas
| N.º | Título                                           | Compositor(es) | Duração |  |
| 1.  | "Raising Hell"                                   | Tony Martin    |         |  |
| 2.  | "Bitter Sweet"                                   | Tony Martin    |         |  |
| 3.  | "Faith In Madness"                               | Tony Martin    |         |  |
| 4.  | "I’m Gonna Live Forever"                         | Tony Martin    |         |  |
| 5.  | "Scream"                                         | Tony Martin    |         |  |
| 6.  | "Surely Love Is Dead"                            | Tony Martin    |         |  |
| 7.  | "The Kids Of Today (Don’t Understand The Blues)" | Tony Martin    |         |  |
| 8.  | "Wherever You Go"                                | Tony Martin    |         |  |
| 9.  | "Field Of Lies"                                  | Tony Martin    |         |  |
| 10. | "Unbearable" (Bonus na versão Japonesa)          | Tony Martin    |         |  |

## Créditos
- Tony Martin - vocalista, guitarra, baixo, violino, bateria
- Joe Harford - guitarra
- Cozy Powell - bateria na faixa "Raising Hell"
- Geoff Nicholls - teclado